# إليجاه إتش. وركمان
إليجاه إتش. وركمان هو سياسي أمريكي، ولد في 1835، وتوفي في 1906.